# Сантана-ду-Арагуая

Сантана-ду-Арагуая на карте штата.

Сантана-ду-Арагуая (порт. Santana do Araguaia) — муниципалитет в Бразилии, входит в штат Пара. Составная часть мезорегиона Юго-восток штата Пара. Входит в экономико-статистический микрорегион Консейсан-ду-Арагуайа. Население составляет 56 153 человека на 2010 год. Занимает площадь 11 591,490 км². Плотность населения — 4,84 чел./км².

## Демография
Согласно сведениям, собранным в ходе переписи 2010 г. Национальным институтом географии и статистики (IBGE), население муниципалитета составляет:
| Полное население                               | Полное население                               | Полное население                               | Полное население                               | 56 153 |
| ---------------------------------------------- | ---------------------------------------------- | ---------------------------------------------- | ---------------------------------------------- | ------ |
| в том числе:                                   | Городское население                            | 29 663                                         | Процент городского населения, %                | 52,83  |
|                                                | Сельское население                             | 26 490                                         | Процент сельского населения, %                 | 47,17  |
|                                                | Мужское население                              | 29 788                                         | Процент мужского населения, %                  | 53,05  |
|                                                | Женское население                              | 26 365                                         | Процент женского населения, %                  | 46,95  |
| Плотность населения, чел/км²                   | Плотность населения, чел/км²                   | Плотность населения, чел/км²                   | Плотность населения, чел/км²                   | 4,84   |
| Население муниципалитета в % к населению штата | Население муниципалитета в % к населению штата | Население муниципалитета в % к населению штата | Население муниципалитета в % к населению штата | 0,74   |

По данным оценки 2015 года, население муниципалитета составляет 67 033 жителя.

## Статистика
- Валовой внутренний продукт на 2003 год составляет 210 721 740,00 реалов (данные: Бразильский институт географии и статистики).
- Валовой внутренний продукт на душу населения на 2003 год составляет 5643,63 реалов (данные: Бразильский институт географии и статистики).
- Индекс развития человеческого потенциала на 2000 год составляет 0,690 (данные: Программа развития ООН).

## Важнейшие населенные пункты
| № | Населённый пункт       | Населённый пункт (порт.) | Категория | Население чел. (2010) | На карте                       |
| - | ---------------------- | ------------------------ | --------- | --------------------- | ------------------------------ |
| 1 | Сантана-ду-Арагуая     | Santana do Araguaia      | город     | 29 663                | 9°20′08″ ю. ш. 50°20′19″ з. д. |
| 2 | Манди                  | Mandi                    | поселок   | 2970                  | 9°32′20″ ю. ш. 50°51′38″ з. д. |
| 3 | Баррейра-ду-Кампу      | Barreira do Campo        | поселок   | 2449                  | 9°17′38″ ю. ш. 50°02′47″ з. д. |
| 4 | Нова-Баррейра-ду-Кампу | Nova Barreira do Campo   | поселок   | 1391                  | 9°13′41″ ю. ш. 50°12′50″ з. д. |
| 5 | Риу-Кристалину         | Rio Cristalino           | поселок   | 701                   | 9°03′56″ ю. ш. 50°37′57″ з. д. |